# Ramb IV
Le Ramb IV était un navire bananier rapide italien, de la classe Ramb, utilisé pendant la Seconde Guerre mondiale comme navire-hôpital, d'abord par la Regia Marina, puis par la Royal Navy.

## Contexte et construction
Dans la seconde moitié des années 1930, le ministère des Colonies du royaume d'Italie, ayant besoin de transporter dans la zone métropolitaine les bananes produites en Somalie, à l'époque colonie italienne, commande quatre navires suffisamment autonomes pour effectuer le voyage de Mogadiscio à Naples sans arrêts intermédiaires et à pleine charge. Sur la base de ces besoins, quatre navires frigorifiques sont construits pour être exploités par la Regia Azienda Monopolio Banane (RAMB, basée à Rome), deux dans le chantier Cantieri Ansaldo de Gênes-Sestri Ponente et deux, dont le Ramb IV, dans les chantiers Cantieri Riuniti dell'Adriatico à Monfalcone. Construit entre janvier et octobre 1937, le Ramb IV est enregistré sous le numéro 2174 au Compartimento Marittimo de Gênes.
Navires de taille petite à moyenne, mais très modernes pour l'époque, les quatre Ramb sont  conçus par l'ingénieur Luigi Barberis, major général du génie naval. Ils sont équipés de quinze portiques de chargement (douze portiques de cinq tonnes, un portique de 30 tonnes à l'avant, un portique de 15 tonnes à l'arrière et un portique de 1 500 kg pour le moteur) et peuvent transporter 2 418 tonnes de marchandises, ainsi que douze passagers, dont deux dans des appartements de luxe avec chambres et salles de bain et dix dans des dortoirs à deux lits, dont un avec salle de bains, tandis que pour les autres, il y a une salle de bains pour deux dortoirs. Le navire dispose également d'un pont réservé exclusivement aux passagers, d'une salle à manger avec vue sur tous les côtés sauf la poupe, et de deux vérandas vitrées pour fumer. Les logements des passagers sont également climatisés.
Au début de la guerre, sur la base de dispositions législatives, la possibilité de les transformer en croiseurs auxiliaires est prévue par la législation, avec quatre canons simples de 120/40 mm sur le pont. Les matériaux pour la militarisation des navires étaient stockés à Massaoua pour deux unités et à Naples pour les deux autres.

## La Seconde Guerre mondiale
Le 10 juin 1940, date de l'entrée de l'Italie dans la Seconde Guerre mondiale, le seul des quatre navires à se trouver en Méditerranée est le Ramb III, tandis que les trois autres se trouvent en mer Rouge, donc sans aucune possibilité de liaison avec le continent. Le Ramb IV, ainsi que le Ramb I et le Ramb II, se trouve à Massaoua, où il est mis à la disposition du commandement naval de l'Afrique orientale italienne et incorporé à la flottille de la mer Rouge (Flotta del mar rosso).
Contrairement aux Ramb I et II, qui sont convertis en croiseurs auxiliaires, le Ramb IV - probablement en raison du fait que les équipements envoyés à Massaoua, comme mentionné ci-dessus, sont destinés à deux navires seulement, alors que ceux des deux autres se trouvent à Naples - est resté inactif pendant quelques mois dans le port de Massaoua, désarmé et utilisé comme navire d'hébergement (une autre source parle plutôt de sa conversion initiale en croiseur auxiliaire avec un armement composé de 2 canons de 120/40 mm et de 2 canons antiaériens automatiques de 13,2 mm, mais il s'agit probablement d'une erreur, car on a parlé pendant quatre mois de sa possible conversion, mais elle est restée sans suite).
Le début de l'opération Compass en Afrique du Nord et la défaite des troupes italiennes à Sidi Barrani entre le 9 et le 12 décembre 1940 marquent définitivement l'impossibilité pour les troupes italiennes en Libye d'atteindre l'Afrique orientale italienne à temps pour briser l'encerclement, car il est prévu que les stocks de carburant de cette possession soient épuisés en juin 1941. En prévision de la chute future et inévitable de cette colonie, dans les derniers jours de décembre 1940, la Regia Marina décide de transformer le Ramb IV en navire-hôpital, afin de secourir et de ramener chez eux au moins une partie des blessés et malades graves et du personnel médical présents dans l'Afrique orientale italienne.
Repeint selon les normes établies par la Convention de Genève pour les navires-hôpitaux (coque et superstructures blanches, bande verte interrompue par des croix rouges sur la coque et des croix rouges sur les cheminées), le navire, équipé du matériel et du personnel médical disponible en Afrique orientale, est réquisitionné et inscrit au registre des navires auxiliaires de l'État le 7 février 1941, avant même la fin des travaux,. Équipé de 272 lits, le Ramb IV, de février (ou 7 mars) à avril 1941, est essentiellement stationné à Massaoua comme hôpital flottant,.
Le 8 avril 1941, juste avant la chute de Massaoua, alors assiégée par les troupes britanniques, le Ramb IV quitte ce port en direction du nord, prévoyant de demander et d'obtenir l'autorisation de transiter par le canal de Suez, afin d'atteindre l'Italie pour y emmener les plus de deux cents malades et blessés à bord. Puisque le navire est dûment signalé et enregistré auprès des autorités genevoises, et puisque les traités internationaux ont établi, depuis 1869, la neutralité et le droit de transiter par le canal de Suez tant en temps de paix qu'en temps de guerre (comme cela a été le cas lors de la précédente guerre éthiopienne), le projet est théoriquement réalisable, mais en réalité, le Royaume-Uni affirme depuis la Première Guerre mondiale que seules ses propres autorités ont le droit d'autoriser ou d'interdire le transit entre Suez et Port-Saïd (et lors de ce conflit, les navires-hôpitaux allemands et austro-hongrois ont en fait été interdits de passage). Si les britanniques n'accordent pas la permission de passer par le canal, il est décidé que le Ramb IV se dirige vers le Yémen ou l'Arabie Saoudite, des nations neutres, pour y être interné. En réalité, les britanniques ne se sont pas contentés de refuser le passage, mais ont envoyé le destroyer HMS Kingston (F64) pour intercepter le navire-hôpital. Arraisonné et capturé au large d'Aden le soir du 8 avril (d'autres sources situent la capture le 10 avril), l'unité est emmenée à Massaoua, désormais aux mains des britanniques. Le personnel médical, pourtant protégé par l'article 10 du titre X de la Convention de La Haye de 1907, et les malades, qui ont débarqué, sont internés dans le camp de prisonniers de Fayed (Égypte) comme prisonniers de guerre. Après la capture, le navire embarqué de nombreux soldats italiens capturés lors de la reddition de Massaoua, que le navire à moteur transporte ensuite au Soudan au cours du même mois d'avril,.
Une controverse internationale suit la capture du Ramb IV: les autorités italiennes protestent contre ce qui s'est passé, une violation manifeste des conventions internationales, exigeant la restitution du navire, de son personnel et des malades, et sont également soutenues par les États-Unis. Les autorités britanniques, sans faire de commentaire, décident de ne pas déclarer le Ramb IV comme une "bonne prise" comme tout navire ennemi capturé, mais d'incorporer le navire dans la Royal Navy, en continuant à l'employer comme navire-hôpital pour le compte du ministère des Transports de guerre,. Après avoir été transféré sous le pavillon britannique, le Ramb IV est utilisé en mer Rouge et, à partir du début de 1942, en Méditerranée orientale, où il opère le long des côtes de la Libye et de l'Égypte,.
Après son transfert en Méditerranée, le Ramb IV est également envoyé à Haïfa, d'où il participe à l'évacuation de nombreux militaires australiens du 2/3rd Australian Casualty Clearing Station à Beyrouth.
Entre 7h45 et 8h00 (ou environ 8H45) dans la matinée du 10 mai 1942, dans de bonnes conditions de visibilité (les équipages allemands photographient eux-mêmes distinctement le navire, dont les marques apparaissent parfaitement reconnaissables), le navire-hôpital est attaqué au large d'Alexandrie, où il est presque arrivé en provenance de Tobrouk avec à bord 95 hommes d'équipage et 269 malades embarqués dans la ville libyenne (pour d'autres sources 353 ou 360 hommes entre équipage et blessés), par des bombardiers Junkers Ju 88 de la Luftwaffe, qui le touchent avec plusieurs bombes, le mettant en feu,. Dévoré par les flammes (les bombes ont en fait éclater un dépôt de carburant) surtout dans les zones centrale et arrière, le Ramb IV, abandonné par les 199 survivants (114 blessés et 85 membres d'équipage), embarque d'abord un escadron de lutte contre l'incendie du destroyer HMS Kipling (F91), envoyé au secours depuis Alexandrie avec deux autres unités du même type, le HMS Arrow (H42) et le HMS Hasty (H24),,, mais tous les efforts s'avèrent inutiles et le navire doit finalement être abandonné et torpillé (ou achevé à coups de canon) par le HMS Hasty,,, coulant à la position géographique de 31° 17′ N, 29° 23′ E, à environ 400 mètres de profondeur, au large du cap Ras el Tin, dans les eaux de l'actuelle colonie de Sidi Krier, où il a été emmené pour tenter de le sauver,.
Le bilan de l'attaque est très lourd: 165 hommes périssent, parmi lesquels 155 étaient blessés et malades,.

## Sources
- (it) Cet article est partiellement ou en totalité issu de l’article de Wikipédia en italien intitulé « Ramb IV » (voir la liste des auteurs).